# 羅賓遜島群
67°27′S 63°27′E / 67.450°S 63.450°E
羅賓遜島群（英語：Robinson Group）是南極洲的島群，位於麥克羅伯特森地，橫跨16公里，處於戴利角西北面，其中包括柴爾德岩、安德爾森島、托爾高特島、柯頓島、麥克林島和奧斯特群島。